# 25 mars en sport
25 février 25 avril
Chronologies thématiques
- Croisades
- Ferroviaires
- Disney

Le 25 mars (84e jour de l'année ou 85e en cas d'année bissextile) en sport.

## Événements

### XIXesiècle
- 1876 :
  - (Football) : à Glasgow (Hamilton Crescent), premier match international de football opposant Écossais et Gallois. L'Écosse s'impose 4-0 devant 17 000 spectateurs.
- 1882 :
  - (Football) :
    - finale de la 11e FA Challenge Cup (73 inscrits). Old Etonians bat Blackburn Rovers 1-0 devant 6 500 spectateurs au Kennington Oval.
    - à Glasgow (Hampden Park), l'Écosse s'impose 5-0 face au Pays de Galles. 5 000 spectateurs.
- 1885 :
  - (Cricket) : 5e des cinq test matchs de la tournée australienne de l’équipe anglaise de cricket. L’Angleterre bat l’Australie par 98 runs. L’Angleterre remporte la série des Ashes par 3 à 2.
- 1890 :
  - (Football) : l’Angleterre bat le Pays de Galles 3-1 à Wrexham.
- 1891 :
  - (Football) : finale de la 20e FA Cup (161 inscrits). Blackburn Rovers bat Notts County FC 3-1 devant 23 000 spectateurs au Kennington Oval.

### XXesièclede1951à2000
- 1984 :
  - (Formule 1) : Grand Prix automobile du Brésil.
- 1985 :
  - (Formule 1) : Grand Prix automobile du Brésil.
- 1990 :
  - (Formule 1) : Grand Prix automobile du Brésil.
- 2000 :
  - (Formule 1) : Grand Prix automobile du Brésil.

### XXIesiècle
- 2012 :
  - (Formule 1) : Grand Prix de Malaisie.
- 2014 :
  - (Football) : en allant s'imposer sur la pelouse du Hertha Berlin, (3-1), le Bayern Munich s'est assuré un 24e titre de champion d'Allemagne dès la 27e journée.

## Naissances

### XIXesiècle
- 1869 :
  - Georges Cormier, pilote de courses automobile français. († 14 août 1955).
- 1871 :
  - Louis Perrée, épéiste français. Médaillé d'argent en individuel aux Jeux de Paris 1900. († 1er mars 1924).
- 1876 :
  - Irving Baxter, athlète des sauts américain. Champion olympique de la hauteur et de la perche puis médaillé d'argent de la longueur sans élan du triple saut sans élan et de la hauteur sans élan aux Jeux de Paris 1900. († 13 juin 1957).
- 1878 :
  - František Janda-Suk, athlète de lancers de disque et de poids bohémien puis tchécoslovaque. Médaillé d'argent du disque aux Jeux de Paris 1900. († 23 juin 1955).
- 1879 :
  - Amedee Reyburn, joueur de water-polo et nageur américain. Médaillé de bronze au water-polo et du relais 4 × 50 yards nage libre aux Jeux de Saint-Louis 1904. († 10 février 1920).

### XXesièclede1901à1950
- 1923 :
  - Wim van Est, cycliste sur piste et sur route néerlandais. Vainqueur des Tours des Pays-Bas 1952 et 1954 des Bordeaux-Paris 1950, 1952 et 1961 puis du Tour des Flandres 1953. († 1er mai 2003).
- 1926 :
  - László Papp, boxeur hongrois. Champion olympique des -73 kg aux Jeux de Londres 1948, des -71 kg aux Jeux d'Helsinki 1952 et aux Jeux de Melbourne 1956. († 16 octobre 2003).
- 1927 :
  - Bill Barilko, hockeyeur sur glace canadien. († 26 août 1951).
  - Leslie Claudius, hockeyeur sur gazon indien. Champion olympique aux Jeux de Londres 1948, aux Jeux d'Helsinki 1952, aux Jeux de Melbourne 1956 puis médaillé d'argent aux Jeux de Rome 1960. († 20 décembre 2012).
- 1928 :
  - Gunnar Nielsen, athlète de demi-fond danois. Codétenteur du record du monde du 1 500 mètres du 6 septembre 1955 au 3 août 1957. († 29 mai 1985).
- 1930 : Robert Mouynet, footballeur puis entraîneur français.
- 1934 :
  - Robert Rey, sauteur à ski français.
- 1936 :
  - Abdelkrim Kerroum, footballeur français. († 9 janvier 2022).
- 1941 :
  - Jacky Simon, footballeur français. (15 sélections en équipe de France). († 5 décembre 2017).
- 1949 :
  - Helmut Kremers, footballeur allemand. Champion du monde de football 1974. (8 sélections en équipe nationale).

### XXesièclede1951à2000
- 1960 :
  - Peter Seisenbacher, judoka autrichien. Champion olympique des -86 kg aux Jeux de Los Angeles 1984 et aux Jeux de Séoul 1988. Champion du monde de judo des -86 kg 1985 et champion d'Europe de judo des -86 kg et médaillé d'argent toutes catégories 1986.
- 1965 :
  - Stefka Kostadinova, athlète des sauts bulgare. Médaillé d'argent de hauteur aux Jeux de Séoul 1988 puis championne olympique de la hauteur aux Jeux de Barcelone 1996. Championne du monde d'athlétisme de la hauteur 1987 et 1995. Détentrice du Record du monde du saut en hauteur depuis le 31 mai 1986.
  - Avery Johnson, basketteur puis entraîneur américain.
- 1966 :
  - Tom Glavine, joueur de baseball américain.
- 1967 :
  - Frits van Eerd, pilote de courses automobile d'endurance et homme d'affaires néerlandais.
- 1970 :
  - Magnus Larsson, joueur de tennis suédois. Vainqueur des Coupe Davis 1994 et 1997.
- 1971 :
  - Stacy Dragila, athlète de sauts américaine. Championne olympique de la perche aux Jeux de Sydney 2000. Championne du monde d'athlétisme de la perche 1999 et 2001.
  - Sheryl Swoopes, basketteuse américaine. Championne olympique aux Jeux d'Atlanta 1996, aux Jeux de Sydney 2000 et aux Jeux d'Athènes 2004. Championne du monde de basket-ball 2002.
- 1972 :
  - Sébastien Flute, archer français. Champion olympique aux Jeux de Barcelone 1992. Champion du monde de tir à l'arc par équipes 1993.
  - Phil O'Donnell, footballeur écossais. (1 sélection en équipe nationale). († 29 décembre 2007).
  - Giniel de Villiers, pilote de courses de rallyes-raid sud-africain. Vainqueur du Rallye Dakar 2009.
- 1973 :
  - Michaela Dorfmeister, skieuse alpine autrichienne. Médaillée d'argent du super-G aux Jeux de Nagano 1998 puis championne olympique de la descente et du super-G aux Jeux de Turin 2006. Championne du monde de ski alpin de la descente 2001 puis championne du monde de ski alpin du super-G 2003.
  - Andreï Nikolichine, hockeyeur sur glace soviétique puis russe.
- 1976 :
  - Djamel Belmadi, footballeur puis entraîneur franco-algérien. (20 sélections avec l'équipe d'Algérie). Sélectionneur de l'équipe du Qatar de 2014 à 2015 puis de l'équipe d'Algérie depuis 2018. Champion d'Afrique de football 2019.
  - Serge Betsen, joueur de rugby français. Vainqueur du Grand Chelem 2002 et 2004 puis du Tournoi des Six Nations 2007. (63 sélections en équipe de France).
  - Sébastien Calvet, joueur de rugby à XV puis entraîneur français. Sélectionneur de l'équipe de France des moins de 20 ans, championne du monde junior 2023.
  - Wladimir Klitschko, boxeur ukrainien. Champion olympique des +91 kg aux Jeux d'Atlanta 1996. Champion du monde poids lourds de boxe à six reprises.
  - Rima Wakarua, joueur de rugby à XV néo-zélandais puis italien. (11 sélections avec l'équipe d'Italie).
- 1979 :
  - Muriel Hurtis, athlète de sprint française. Médaillée de bronze du relais 4 × 100 m aux Jeux d'Athènes 2004. Championne du monde d'athlétisme du relais 4 × 100 m et médaillée de bronze du 200 m 2003. Championne d'Europe d'athlétisme du 200 m et du relais 4 × 100 m 2002.
- 1980 :
  - Nicolas Devilder, joueur de tennis français.
- 1981 :
  - Julián de Guzmán, footballeur canadien. (75 sélections en équipe nationale).
- 1982 :
  - Danica Patrick, pilote de courses automobile américaine.
- 1985 :
  - Robert Maah, footballeur français.
  - Mame-Marie Sy-Diop, basketteuse franco-sénégalaise. Championne d'Afrique de basket-ball féminin 2009, 2011 et 2015.
- 1986 :
  - Marco Belinelli, basketteur italien. (141 sélections en équipe nationale).
  - Kyle Lowry, basketteur américain.
- 1987 :
  - Abdalaati Iguider, athlète de demi-fond marocain. Médaillé de bronze du 1 500 m aux Jeux de Londres 2012.
- 1988 :
  - Juan Figallo, joueur de rugby à XV argentin. (24 sélections en équipe nationale).
  - Martijn Keizer, cycliste sur route néerlandais.
  - Gabriele Maruotti, volleyeur italien. Vainqueur de la Coupe de la CEV 2011 et du Challenge Cup 2013. (62 sélections en équipe nationale).
- 1989 :
  - James Anderson, basketteur américain.
- 1990 :
  - Jordan Vandenberg, basketteur australien.
- 1991 :
  - Wilco Kelderman, cycliste sur route néerlandais. Vainqueur du Tour du Danemark 2013.
  - Jurswailly Luciano, handballeuse néerlandaise. (56 sélections en équipe nationale).
  - Kanami Tashiro, volleyeuse japonaise. (22 sélections en équipe nationale).
  - Samia Yusuf Omar, athlète de sprint somalienne. († 2 avril 2012).
- 1992 :
  - Valentin Eysseric, footballeur français.
  - Shawn Jones, basketteur américain.
  - T. J. McConnell, basketteur américain.
  - Gernot Trauner, footballeur autrichien.
- 1993 :
  - Marvin Garin, karatéka français. Médaillé de bronze de kumite par équipes aux Mondiaux de karaté 2016. Médaillé d'argent de kumite par équipes aux CE de karaté 2015 et 2017 puis champion d'Europe de karaté de kumite par équipes 2016.
  - Sam Johnstone, footballeur anglais.
  - Leonardo Spinazzola, footballeur italien. (16 sélections en équipe nationale).
  - Adonis Thomas, basketteur américain.
- 1994 :
  - François Cros, joueur de rugby à XV français. (4 sélections en équipe de France).
  - Justine Dufour-Lapointe, skieuse acrobatique canadienne. Championne olympique des bosses aux Jeux de Sotchi 2014. Championne du monde de ski acrobatique des bosses et médaillée d'argent des bosses en parallèle 2015.
  - Armani Moore, basketteur américain.
- 1997 :
  - Mathieu Cafaro, footballeur français.
- 1999 :
  - Logan Fontaine, nageur en eau libre français. Champion du monde de natation du 5 km par équipes en eau libre 2017.
  - Killian Geraci, joueur de rugby à XV français. Champion du monde junior de rugby à XV 2018 et 2019.
  - Matthis Lebel, joueur de rugby à XV français. Vainqueur du Grand Chelem 2022 ainsi que de la Coupe d'Europe 2021. (5 sélections en équipe de France).
  - Ryan Porteous, footballeur écossais.
- 2000 :
  - Ozan Kabak, footballeur turc. (12 sélections en équipe nationale).
  - Jadon Sancho, footballeur anglais. (17 sélections en équipe nationale).

### XXIesiècle
- 2001 :
  - Kristijan Belić, footballeur serbe.
- 2002 :
  - Javi López, footballeur espagnol.
- 2003 :
  - Mads Freundlich, footballeur danois.
  - Levi Smans, footballeur néerlandais.
- 2004 :
  - Yoel Lago, footballeur espagnol.

## Décès

### XXesièclede1901à1950
- 1930 :
  - Henri Jobier, 50 ans, fleurettiste français. Champion olympique par équipes aux jeux de Paris 1924. (° 6 juillet 1879).

### XXesièclede1951à2000
- 1951 :
  - Eddie Collins, 63 ans, joueur de baseball américain. (° 2 mai 1887).
- 1963 :
  - Ernest Johnson, 74 ans, hockeyeur sur glace canadien. (° 26 février 1886).
- 1964 :
  - Willy Arend, 80 ans, cycliste sur piste allemand. Champion du monde de cyclisme sur piste de la vitesse 1897. (° 2 mai 1876).
- 1974 :
  - Georges Rigal, 84 ans, joueur de water-polo français. Champion olympique aux Jeux de Paris 1924. Président de la FFN. (° 6 janvier 1890).
- 1975 :
  - Luigi Cambiaso, 80 ans, gymnaste artistique italien. Champion olympique du concours général par équipes aux Jeux d'Anvers 1920 et aux Jeux de Paris 1924. (° 29 janvier 1895).
- 1987 :
  - Carolin Babcock, 74 ans, joueuse de tennis américaine. (° 26 mai 1912).
- 1995 :
  - John Hugenholtz, 80 ans, concepteur de circuits automobiles néerlandais. (° 31 octobre 1914).
- 1999 :
  - Cal Ripken, Sr., 63 ans, directeur sportif de baseball américain. (° 17 décembre 1935).

### XXIesiècle
- 2008 :
  - Thierry Gilardi, 49 ans, journaliste et commentateur sportif français. (° 26 juillet 1958)